# Garthorpe (Lincolnshire)
Garthorpe – wieś w Anglii, w hrabstwie ceremonialnym Lincolnshire, w dystrykcie (unitary authority) North Lincolnshire. Leży 50 km na północ od Lincoln i 243 km na północ od Londynu.